# 杨坪站
楊坪站（：／ Yangpyeong yeok */?）是首都圈電鐵5號線沿線的一座地下車站，位於韓國首爾特別市永登浦區楊坪洞2街。

## 車站構造
站體為2面2線側式月台的地下車站，候車月台設有月台幕門，並有2處出口。

### 月台配置
| 梧木橋 ↑     |
| \| 上        |
| ↓ 永登浦區廳 |

| 月台 | 路線             | 目的地                                       |
| ---- | ---------------- | -------------------------------------------- |
| 上行 | ●首都圈電鐵5號線 | 喜鵲山、金浦機場、傍花方向                   |
| 下行 | ●首都圈電鐵5號線 | 汝矣島、光化門、上一洞、河南黔丹山、馬川方向 |

## 歷史
- 1996年8月12日：落成啟用。

## 車站周邊
- 安養川（朝鲜语：안양천）
- 首爾堂中初等學校
- 冠岳高校
- 永登浦綜合機械商街
- 友利銀行楊坪分行
- 好市多楊坪店
- 僱傭勞動部首爾南部支廳

## 圖片

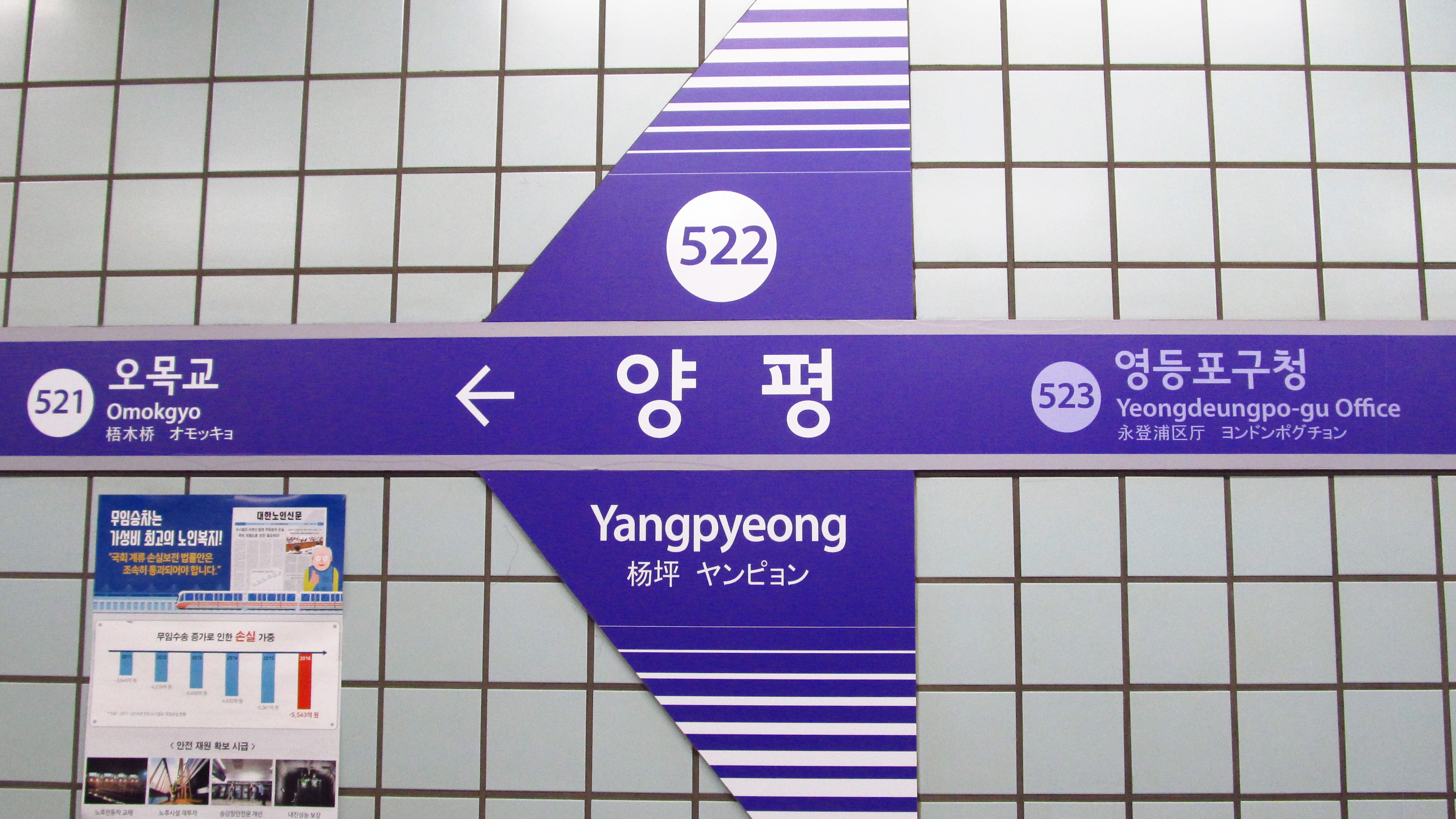
站名牌
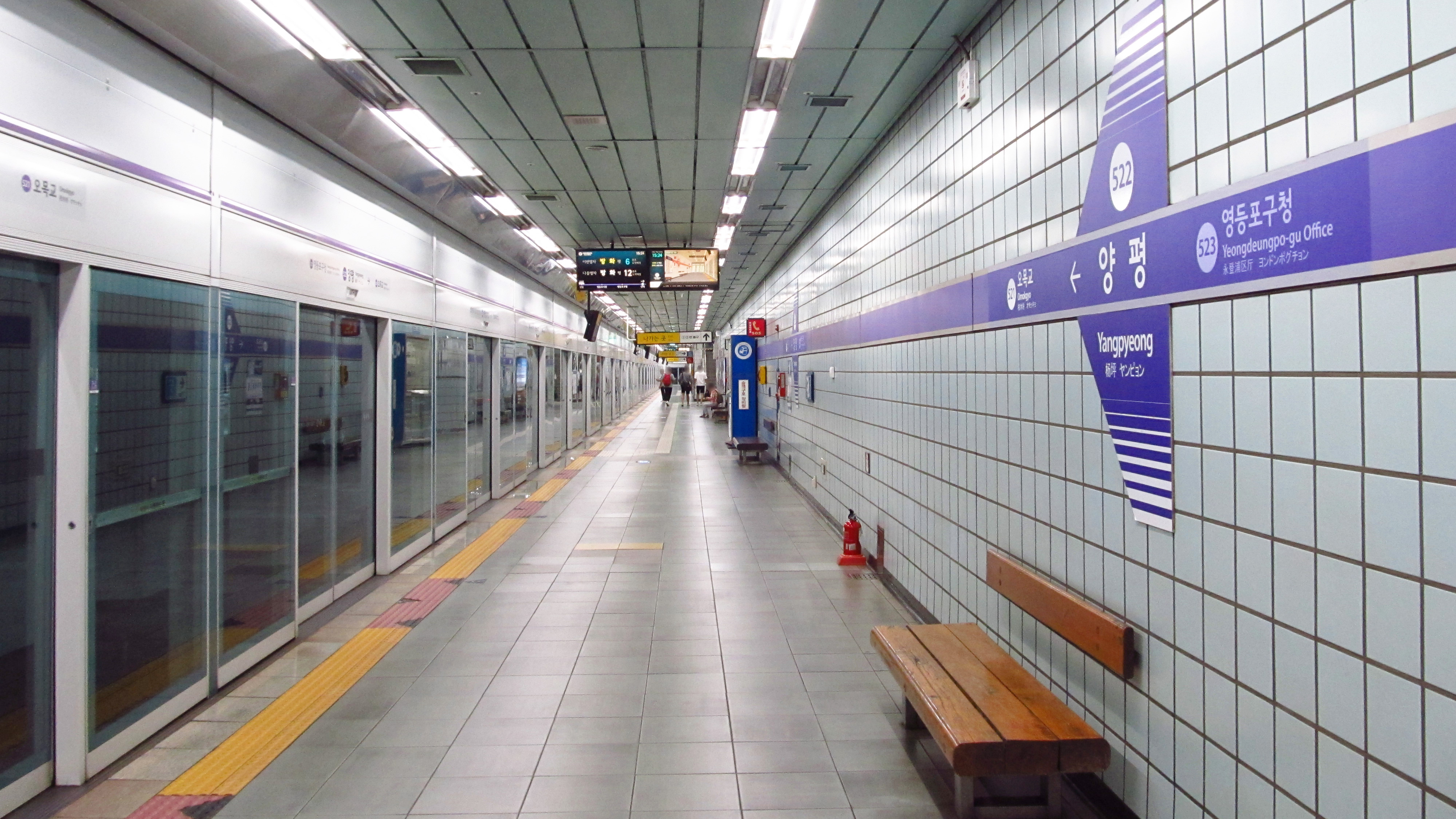
候車月台
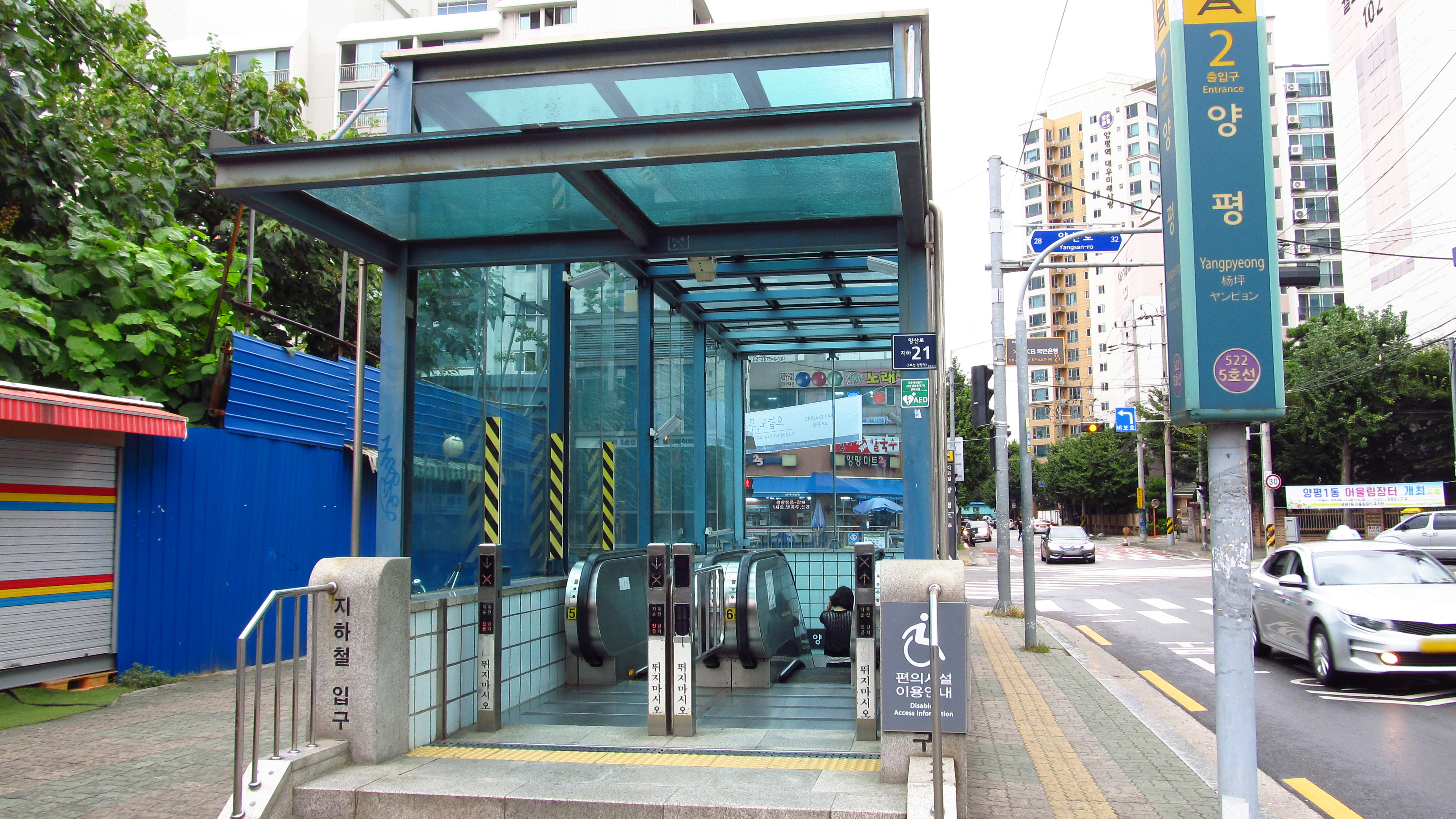
2號出口

## 相鄰車站
首爾交通公社
●首都圈電鐵5號線
梧木橋（521）－楊坪（522）－永登浦區廳（523）